# Kaoru Otsuki
Kaoru Otsuki (japonais :大月 薰, romanisé :  Ōtsuki Kaoru, 6 août 1888 – 21 décembre 1970) est une Japonaise connue pour être la deuxième épouse de Sun Yat-sen, fondateur et premier président de la république de Chine.

## Biographie
Kaoru est née à Yokohama, préfecture de Kanagawa, au Japon, le 6 août 1888.
Kaoru rencontre Sun Yat-sen pour la première fois dans le quartier chinois de Yokohama en 1898, lorsqu'elle renverse un vase et s'est excusée auprès de Sun. En 1901, Sun demande au père de Kaoru la permission d'épouser sa fille, mais le père de Kaoru refuse en raison de la grande différence d'âge entre Sun et Kaoru, à l'époque, Sun a 37 ans tandis que Kaoru n'en a que 13. Un an plus tard, Sun propose de nouveau le mariage et le père de Kaoru cède. La cérémonie de mariage de Kaoru et Sun a lieu à Yokohama en 1905, à son retour au Japon après deux ans. À cette époque, Sun est encore marié à sa première femme, Lu Muzhen.
Cependant, Sun quitte le Japon pour la Chine avant que Kaoru ne donne naissance à leur fille, Fumiko, le 12 mai 1906, il n'est jamais revenu voir sa fille. Par désespoir financier, Kaoru envoie Fumiko à la famille Miyagawa pour adoption en 1911. Kaoru se remarie plus tard deux fois, d'abord avec Shūji Miwa (三輪 秀司), le frère cadet du président de la banque Shizuoka, Shingorō Miwa (三輪 新五郎), puis avec Motomune. Sanekata (實方 元心), abbé bouddhiste du temple Tokoji à Ashikaga, Tochigi. Elle a un fils nommé Motonobu Sanekata (实方 元信) et une fille avec ce dernier.
Kaoru retrouve sa fille Fumiko en 1955, après que cette dernière ait visité le temple Tokoji avec son fils aîné.
Kaoru est décédée le 21 décembre 1970 à l'âge de 82 ans. Les gouvernements de la république populaire de Chine (Chine continentale) et de la république de Chine (Taiwan) ont tous deux reconnu le mariage de Kaoru avec Sun Yat-sen et leur petit-fils par Fumiko a été invitée aux célébrations du centenaire de la révolution Xinhai à Wuhan, en Chine, en 2011.